# Miyazya 27 adebabay
Miyazya 27 adebabay (amharique : ሚያዝያ ፳፯, français : « Place du 27 Miyazya ») est une place d'Addis-Abeba, capitale de l'Éthiopie, située au croisement de l'avenue Adwa et des rues King George et Queen Elisabeth.
Le square fut nommé « Miyazya 27 » d'après la date du calendrier éthiopien correspondant au 5 mai, qui fut marquée par la libération d'Addis Abeba et le retour de l'empereur Haïlé Sélassié Ier en 1941.
Au centre de la place se dresse le monument Miyazya 27 commémorant la victoire sur les forces d'occupation italiennes.
La place est également connue sous le nom d'« Arat Kilo » («quatre kilomètres» en amharique). Elle se trouve dans le centre politique de la capitale, proche du parlement et de l'imprimerie «Berhanena Selam» fondée du temps de l'empire.